# Saint-Julien-de-l'Escap
Saint-Julien-de-l'Escap és un municipi francès situat al departament del Charente Marítim i a la regió de la Nova Aquitània. L'any 2007 tenia 911 habitants.

## Demografia

### Població
El 2007 la població de fet de Saint-Julien-de-l'Escap era de 911 persones. Hi havia 374 famílies de les quals 80 eren unipersonals (25 homes vivint sols i 55 dones vivint soles), 155 parelles sense fills, 118 parelles amb fills i 21 famílies monoparentals amb fills.
La població ha evolucionat segons el següent gràfic:
Habitants censats

### Habitatges
El 2007 hi havia 435 habitatges, 379 eren l'habitatge principal de la família, 20 eren segones residències i 37 estaven desocupats. 419 eren cases i 12 eren apartaments. Dels 379 habitatges principals, 302 estaven ocupats pels seus propietaris, 69 estaven llogats i ocupats pels llogaters i 7 estaven cedits a títol gratuït; 2 tenien una cambra, 6 en tenien dues, 57 en tenien tres, 110 en tenien quatre i 204 en tenien cinc o més. 314 habitatges disposaven pel capbaix d'una plaça de pàrquing. A 175 habitatges hi havia un automòbil i a 171 n'hi havia dos o més.

### Piràmide de població
La piràmide de població per edats i sexe el 2009 era:
| Homes | Edats   | Dones |
| ----- | ------- | ----- |
| 0     | 95 o +  | 0     |
| 0     | 90 a 94 | 0     |
| 8     | 85 a 89 | 4     |
| 4     | 80 a 84 | 4     |
| 40    | 75 a 79 | 28    |
| 16    | 70 a 74 | 16    |
| 36    | 65 a 69 | 40    |
| 28    | 60 a 64 | 24    |
| 28    | 55 a 59 | 20    |
| 24    | 50 a 54 | 28    |
| 32    | 45 a 49 | 36    |
| 20    | 40 a 44 | 20    |
| 16    | 35 a 39 | 24    |
| 20    | 30 a 34 | 16    |
| 8     | 25 a 29 | 28    |
| 24    | 20 a 24 | 4     |
| 4     | 15 a 19 | 28    |
| 32    | 10 a 14 | 24    |
| 20    | 5 a 9   | 44    |
| 24    | 0 a 4   | 16    |

## Economia
El 2007 la població en edat de treballar era de 529 persones, 371 eren actives i 158 eren inactives. De les 371 persones actives 335 estaven ocupades (180 homes i 155 dones) i 36 estaven aturades (14 homes i 22 dones). De les 158 persones inactives 66 estaven jubilades, 42 estaven estudiant i 50 estaven classificades com a «altres inactius».

### Ingressos
El 2009 a Saint-Julien-de-l'Escap hi havia 375 unitats fiscals que integraven 859,5 persones, la mediana anual d'ingressos fiscals per persona era de 15.841 €.

### Activitats econòmiques
Dels 24 establiments que hi havia el 2007, 1 era d'una empresa alimentària, 3 d'empreses de fabricació d'altres productes industrials, 6 d'empreses de construcció, 7 d'empreses de comerç i reparació d'automòbils, 1 d'una empresa d'hostatgeria i restauració, 2 d'empreses immobiliàries, 2 d'entitats de l'administració pública i 2 d'empreses classificades com a «altres activitats de serveis».
Dels 11 establiments de servei als particulars que hi havia el 2009, 3 eren tallers de reparació d'automòbils i de material agrícola, 1 paleta, 4 guixaires pintors, 1 fusteria, 1 perruqueria i 1 agència immobiliària.
Dels 2 establiments comercials que hi havia el 2009, 1 era una botiga de menys de 120 m² i 1 una fleca.
L'any 2000 a Saint-Julien-de-l'Escap hi havia 10 explotacions agrícoles que ocupaven un total de 525 hectàrees.

## Equipaments sanitaris i escolars
L'únic equipament sanitari que hi havia el 2009 era una farmàcia.
El 2009 hi havia 1 escola maternal integrada dins d'un grup escolar amb les comunes properes formant una escola dispersa i 1 escola elemental integrada dins d'un grup escolar amb les comunes properes formant una escola dispersa.

## Poblacions més properes
El següent diagrama mostra les poblacions més properes.